# Houssen
Houssen es una comuna francesa situada en la circunscripción administrativa de Alto Rin y, desde el 1 de enero de 2021, en el territorio de la Colectividad Europea de Alsacia, en la región de Gran Este.
Tiene una población estimada, en 2019, de 2327 habitantes.

## Economía
La localidad tiene un importante desarrollo económico alrededor de la zona comercial de Bühlfeld y la zona económica Le Rosenkratz. Se destaca el centro comercial Shop'in Houssen, con más de 50 tiendas y un hipermercado Cora.

## Demografía
| 500 | 557 | 686 | 816 | 1000 | 1134 | 1188 | 1216 | 1242 | 1128 | 1168 | 1257 | 1287 | 1119 | 1181 | 1133 | 1170 | 1087 | 1092 | 1073 | 1054 | 930 | 953 | 981 | 953 | 797 | 859 | 987 | 1081 | 1094 | 1219 | 1348 | 1578 | 1768 | 1652 | 2327 |
| Para los censos de 1962 a 1999 la población legal corresponde a la población sin duplicidades (Fuente: INSEE [Consultar]) |     |     |     |      |      |      |      |      |      |      |      |      |      |      |      |      |      |      |      |      |     |     |     |     |     |     |     |      |      |      |      |      |      |      |      |